# Palazzo presidenziale (Tirana)
Il Palazzo presidenziale (in albanese:  Pallati presidencial) o formalmente noto come Palazzo delle Brigate (in albanese: Pallati i Brigatave), è la residenza ufficiale del presidente dell'Albania.
Il palazzo fu commissionato da Re Zog I per utilizzarlo come residenza ufficiale ma, nel 1945, cessò di servire come residenza reale poiché la monarchia venne sostituita dal regime comunista. Dal 1946, è stato usato dal governo albanese per tenere cerimonie ufficiali e ricevimenti statali e nel 2013, il palazzo è tornato ad essere una residenza ufficiale, quando il presidente Bujar Nishani e la sua famiglia si trasferirono in una villa ricostruita all'interno del parco del palazzo.
Dal punto di vista architettonico, il palazzo appartiene allo stile razionalista, e rappresenta un chiaro esempio dell'architettura fascista dell’epoca. I suoi bassorilievi furono coperti negli anni '70 durante la rivoluzione culturale, ma non furono distrutti. Una descrizione dell'allora nuovo (e incompiuto) Palazzo Reale apparve nel numero di Life del 22 maggio 1939.

## Storia
L'idea di costruire un palazzo reale su una delle colline di Sauk, vicino a quello che sarebbe poi diventato il Grande Parco di Tirana, fu concepita per la prima volta da re Zog I negli anni '30. A causa dei fondi limitati del nascente stato albanese, l'allora ministro delle finanze, Myfit Libohova, iniziò le trattative con un gruppo di finanzieri italiani rappresentato da Mario Alberti. Fu concluso un accordo per l'apertura di una banca nazionale e per un prestito di 50.000.000 di franchi d'oro (circa 10.000.000 di dollari d'oro). Parte di questo prestito, chiamato anche "Il prestito SVEA", era destinato alla costruzione della sua residenza ufficiale, consentendo al re di assicurarsi i fondi per la costruzione del Palazzo Reale. Il nuovo palazzo fu progettato da tre architetti italiani, tra cui Giulio Berte. A causa dello scoppio della seconda guerra mondiale e dell'invasione italiana dell'Albania del 1939, il re Zog I fuggì dall'Albania e non ebbe mai la possibilità di vedere il palazzo completamente costruito. Gli italiani terminarono la costruzione e usarono il palazzo principalmente per il quartier generale dell'esercito. L'edificio fu ridisegnato e completato nel 1941, dall'architetto fiorentino Gherardo Bosio.
L'edificio servì come palazzo reale funzionante solo una volta, per il re Vittorio Emanuele III durante la sua unica visita in Albania nel maggio 1941. Durante il resto della seconda guerra mondiale fu la residenza ufficiale di Francesco Jacomoni, il primo Luogotenente del Re, e in seguito del suo successore, il generale fascista Alberto Pariani. Entrambi vivevano lì insieme alle loro famiglie. Dopo la capitolazione dell'Italia nel settembre del 1943, l'ufficiale albanese che servì il palazzo nascose la bandiera ufficiale del palazzo dai tedeschi e la mandò in Italia, dove rimase fino al 2003, quando fu acquistata da Artan Lame e tornò in Albania. Dopo l’occupazione tedesca del paese nel settembre 1943, il parlamento albanese si riunì nel palazzo e proclamò il distacco della corona albanese dalla corona italiana.
Nel 1945 il palazzo fu ribattezzato Palazzo delle Brigate, un nome che rimase in uso durante tutto il regime comunista, ed è ancora usato popolarmente e dai media albanesi. Durante il regime comunista serviva principalmente come struttura di accoglienza del governo.
Il nome ufficiale del palazzo fu cambiato dopo la caduta del regime comunista nel 1992 in Palazzo presidenziale.
Nel gennaio 2010, il Comune di Tirana propose che parti del Palazzo fossero aperte al pubblico e l'8 ottobre 2016, Leka II, pretendente al trono dell'Albania, fu autorizzato dalle autorità albanesi a organizzare il ricevimento di nozze all'interno dei locali del palazzo presidenziale.

## Giardini
Grazie alla vicinanza al Parku i Madh di Tirana, i giardini del palazzo sono piuttosto estesi. Il Palazzo è circondato da alberi per quasi 200 metri. I giardini sono decorati con motivi e forme di vari disegni. Inoltre il palazzo ha anche un campo da tennis.

## Controversie
Nel febbraio 2013, Leka Zogu, figlio di Zog I e dunque pretendente al trono d'Albania, iniziò una battaglia legale, sostenendo di essere il legittimo proprietario del Palazzo presidenziale sulla base del fatto che la proprietà apparteneva a suo padre nella sua capacità personale, e che quindi egli era il legittimo proprietario.
Leka Zogu affermava di aver acquisito la proprietà dell'edificio dopo una decisione dell'agosto 2013 della Corte suprema d'Albania  e dichiarò che il palazzo sarebbe diventato la principale residenza ufficiale della "Corte reale dell'Albania" (in albanese: Oborri  Mbretëror Shqiptar), ma dal 2016 il Palazzo continua ad essere in possesso del governo e continua a servire come residenza ufficiale del Presidente della Repubblica d'Albania e ospita ricevimenti e cerimonie di Stato.